# 마루오카 미쓰루
마루오카 미쓰루(일본어: 丸岡 満, 1996년 1월 6일 ~ )는 일본의 축구 선수이다. 포지션은 미드필더이다. 현재 인도네시아 리가 1의 RANS 누산타라 FC에서 뛰고 있다.
K리그 시절 등록명은 마루오카였다.

## 구단 경력
그는 2016년부터 2019년까지 J리그의 세레소 오사카, V-파렌 나가사키, 레노파 야마구치 FC에서 활동하였다.